# 伊藤熹朔
伊藤 熹朔（いとう きさく、1899年8月1日 - 1967年3月31日）は、日本の舞台美術家、美術監督である。伊藤熹朔賞に名を残す。

## 人物・来歴

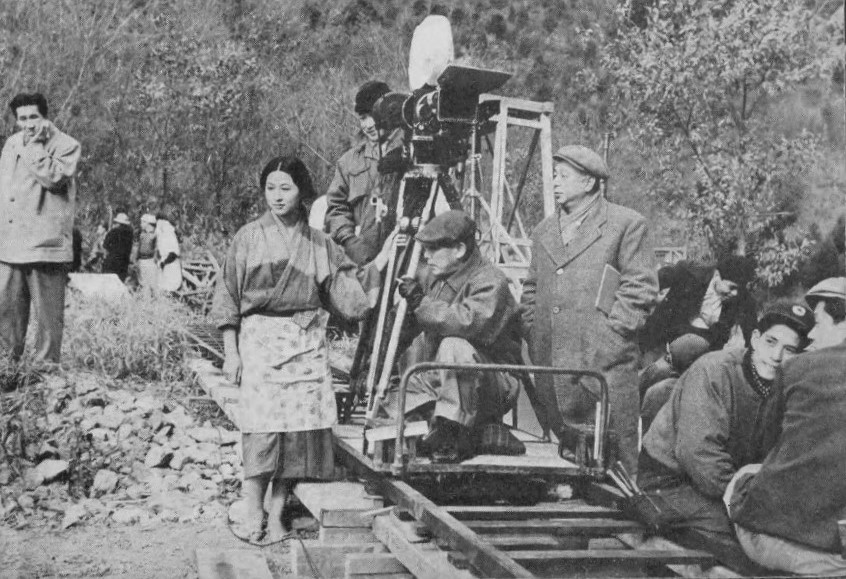
『山椒大夫』（1954年）の撮影現場。香川京子、撮影監督の宮川一夫、溝口健二、美術監督の伊藤。

1899年（明治32年）8月1日、東京市神田区（現東京都神田）三崎町に建築家伊藤為吉の四男として生まれる。兄に舞踊家の伊藤道郎、弟に演劇人の千田是也、妹暢子はのちに画家の中川一政を夫とした。
旧制・東京美術学校（現在の東京藝術大学美術学部）西洋画科に入学、在学中から土方与志の模型舞台研究所に参加した。1923年（大正12年）に同校を卒業し、1924年（大正13年）、『ジュリアス・シーザー』の装置で舞台美術家としてデビューする。その後、築地小劇場、分裂後の劇団築地小劇場、築地座、新協劇団などの舞台美術を手がけ、舞台美術の先駆者となる。1930年（昭和5年）、六人会を結成、後進の育成に努めた。
1953年（昭和28年）　株式会社俳優座劇場付属の舞台美術部を芝区川桜町に開設
1956年（昭和31年）、イヴ・シャンピ監督による日仏合作映画『忘れえぬ慕情』の美術、1959年（昭和34年）には、ジョン・ヒューストン監督の『黒船』の美術顧問を務め、国際的にも活動した。
1962年、菊池寛賞を受賞。
1964年（昭和39年）、日本芸術院会員になる。
1967年（昭和42年）3月31日、死去した。満67歳没。墓所は染井霊園。
娘の伊藤弘子は女優となり、俳優の長谷川哲夫と結婚ののち引退した。2人の娘で熹朔の孫である上原真美も女優になっている。

## フィルモグラフィ
特筆なきものは「美術」とクレジット。
- 『唐人お吉』 : 監督冬島泰三、新興キネマ東京撮影所、1935年
- 『罪なき町』 : 監督森一生、新興キネマ京都撮影所、1941年
- 『夫婦太鼓』 : 監督森一生、新興キネマ京都撮影所、1941年
- 『大村益次郎』 : 監督森一生、新興キネマ京都撮影所、1942年
- 『大仏開眼』 : 監督衣笠貞之助、大映京都撮影所、1952年 - 美術監督
- 『雨月物語』 : 監督溝口健二、大映京都撮影所、1953年 - 美術監督
- 『獅子の座』 : 監督伊藤大輔、大映京都撮影所、1953年
- 『雁』 : 監督豊田四郎、大映東京撮影所、1953年 - 美術監督
- 『地獄門』 : 監督衣笠貞之助、大映京都撮影所、1953年
- 『山椒大夫』 : 監督溝口健二、大映京都撮影所、1954年
- 『春琴物語』 : 監督伊藤大輔、大映東京撮影所、1954年 - 美術監督
- 『千姫』 : 監督木村恵吾、大映京都撮影所、1954年
- 『藤十郎の恋』 : 監督森一生、大映京都撮影所、1955年
- 『渡り鳥いつ帰る』 : 監督久松静児、東京映画、1955年 - 美術監督
- 『修禅寺物語』 : 監督中村登、松竹大船撮影所、1955年
- 『続宮本武蔵 一乗寺の決闘』 : 監督稲垣浩、東宝、1955年 - 美術監督
- 『夫婦善哉』 : 監督豊田四郎、東宝、1955年
- 『野菊の如き君なりき』 : 監督木下恵介、松竹大船撮影所、1955年
- 『宮本武蔵 完結編 決闘巌流島』 : 監督稲垣浩、東宝、1956年 - 美術監督
- 『残菊物語』 : 監督島耕二、大映京都撮影所、1956年 - 美術監督
- 『忘れえぬ慕情』 : 監督イヴ・シャンピ、松竹・シラフィルム・テラフィルム・パテ、1956年
- 『猫と庄造と二人のをんな』 : 監督豊田四郎、東京映画、1956年 - 美術監督
- 『雪国』 : 監督豊田四郎、東宝、1957年
- 『夕凪』 : 監督豊田四郎、宝塚映画製作所、1957年
- 『太夫さんより 女体は哀しく』 : 監督稲垣浩、宝塚映画製作所、1957年
- 『喜びも悲しみも幾歳月 第一部第二部』 : 監督木下恵介、松竹大船撮影所、1957年
- 『楢山節考』 : 監督木下恵介、松竹大船撮影所、1958年
- 『花のれん』 : 監督豊田四郎、宝塚映画製作所、1959年
- 『黒船』 The Barbarian and the Geisha : 監督ジョン・ヒューストン、20世紀フォックス、1959年 - 美術顧問
- 『或る剣豪の生涯』 : 監督稲垣浩、東宝、1959年
- 『男性飼育法』 : 監督豊田四郎、東京映画、1959年 - 美術・出演（演劇研究員の先生役）
- 『暗夜行路』 : 監督稲垣浩、東京映画、1959年
- 『日本誕生』 : 監督豊田四郎、東宝、1959年 - 美術監督
- 『珍品堂主人』 : 監督稲垣浩、東京映画、1960年
- 『路傍の石』 : 監督久松静児、東京映画、1960年
- 『濹東綺譚』 : 監督豊田四郎、東京映画、1960年
- 『笛吹川』 : 監督木下恵介、松竹大船撮影所、1960年
- 『東京夜話』 : 監督豊田四郎、東京映画、1961年
- 『釈迦』 : 監督三隅研次、大映京都撮影所、1961年 - 美術監督
- 『如何なる星の下に』 : 監督豊田四郎、東京映画、1962年
- 『忠臣蔵 花の巻・雪の巻』 : 監督稲垣浩、東宝、1962年 - 美術監督
- 『憂愁平野』 : 監督豊田四郎、東京映画、1963年
- 『台所太平記』 : 監督豊田四郎、東京映画、1963年
- 『さりとて望郷の』 : 監督向井洋允、東京映画、1963年
- 『新・夫婦善哉』 : 監督豊田四郎、東京映画、1963年
- 『喜劇 陽気な未亡人』 : 監督豊田四郎、東京映画、1964年
- 『香華 前後篇』 : 監督木下恵介、松竹大船撮影所、1964年
- 『波影』 : 監督豊田四郎、東京映画、1965年
- 『大工太平記』 : 監督豊田四郎、東京映画、1965年

## ビブリオグラフィ
- 『舞台装置の研究』小山書店、1941年。
- 『移動演劇十講』健文社、1942年。
- 『移動演劇の研究』日本電報通信社出版部、1943年。
- 『俳優術』（フェルディナンド・グレゴリー 著、伊藤熹朔 訳編）小山書店。
- 『舞台装置の話』美術出版社〈みづゑ文庫 第403〉、1951年。
- 『舞台装置の三十年』筑摩書房、1955年。
- 『舞台美術』朝日新聞社、1963年。
- 『1930伊藤熹朔画集』ワイズ出版、1994年。

### 共編著、監修
- 『人形劇運動』（園池公功、上泉秀信、伊藤熹朔 監修）中川書房、1943年。

### 挿絵、装幀、舞台装置
- 栗原一登『青空：児童劇集』（伊藤熹朔 装幀・舞台装置・さし絵）講談社、1948年7月。
- 栗原一登『星と鬼たち』（伊藤熹朔 装幀・舞台装置・さし絵）かすみ書苑、1948年12月。
- 久保田万太郎『1に12をかけるのと12に1をかけるのと : 少年少女劇集』（三つの劇の舞台装置に就いて、伊藤熹朔 絵）山の木書店、1948年。
- 久保田万太郎『北風のくれたテーブルかけ』（伊藤熹朔 絵）福地書店、1948年。
- 宮津博 他『世界名作学校劇集 小学1・2年用』（伊藤熹朔 表紙・挿絵）実業之日本社、1951年。
- 日本演劇協会 等 編『楽しい児童劇 1年生』（伊藤熹朔 等絵）ポプラ社、1952年。
- 日本演劇協会 等 編『楽しい児童劇 2年生』（伊藤熹朔 等絵）ポプラ社、1952年。
- 日本演劇協会 等 編『楽しい児童劇 3年生』（伊藤熹朔 等絵）ポプラ社、1952年。
- 日本演劇協会 等 編『楽しい児童劇 4年生』（伊藤熹朔 等絵）ポプラ社、1952年。
- 日本演劇協会 等 編『楽しい児童劇 5年生』（伊藤熹朔 等絵）ポプラ社、1952年。
- 日本演劇協会 等 編『楽しい児童劇 6年生』（伊藤熹朔 等絵）ポプラ社、1952年。

## 受賞歴
- 1947年 - 文部大臣賞
- 1949年 - 毎日演劇賞
- 1950年 - 日本芸術院賞（舞台装置における業績）[4]
- 1953年 - 毎日映画コンクール美術賞
- 1964年 - 毎日文化賞